# Josep Lluís Doménech Zornoza
Josep Lluís Doménech Zornoza (Alberique, Ribera Alta, 1952 - 18 de septiembre de 2016) fue un psicólogo y pedagogo valenciano, miembro de la Academia Valenciana de la Lengua.
Fue maestro de Educación Primaria, licenciado en Psicología, licenciado en Filosofía y en Ciencias de la Educación, doctor en Psicología, profesor de valenciano, profesor de Pedagogía Terapéutica y profesor especialista en Perturbaciones en el Lenguaje y la Audición. Publicó numerosos libros de temáticas y géneros diversos, como poesía o ensayo. Colaboraba con medios de comunicación con la publicación de artículos sobre psicología, pedagogía y lengua. Fue elegido académico de la AVL por las Cortes Valencianas el 15 de junio de 2001.
Entre sus investigaciones se encuentran estudios sobre la situación del valenciano en la enseñanza, la presencia social de los medios de comunicación y la influencia social de la televisión, así como un análisis sociolingüístico del barrio de Ruzafa, en Valencia.
Doménech recibió también un premio de la Generalidad Valenciana por su contribución a la normalización lingüística del valenciano en 2002, y otro por el Diccionario básico de la comunicación, además varios galardones de poesía, ensayo y periodismo.